# 第51屆金馬獎
第51屆金馬獎，是2014年中華民國與華語電影業界的年度盛事之一，表揚年度傑出華語電影作品與電影工作者。入圍名單於2014年10月1日公布，頒獎典禮於11月22日在國父紀念館舉行，電視現場轉播由臺灣電視公司負責執行。「金馬51大使」則由演員桂綸鎂擔任。該屆司儀旁白由台灣資深配音員賈培德（德仔）擔任。陳嘉樺（Ella）與及黃子佼擔任本屆主持人。

## 參賽資格
- 電影完成時間：於2013年7月1日以後完成，且未以任何版本報名過本競賽之影片。
- 影片規格：所有影片放映規格須為35mm拷貝或DCP（Digital Cinema Package）。
- 影片長度： 
  - 劇情片：片長不得少於六十分鐘。
  - 動畫長片：片長不得少於六十分鐘。
  - 創作短片（含動畫短片）：片長不得多於六十分鐘（含演職人員表）。
  - 紀錄片：片長不限。

- 影片語言及工作人員比例：所有報名影片須符合以下其中一項之條件 
  - 片中二分之一以上對白須為華語（華人地區所使用之主要語言或方言，但不包括配音），影片若無對白則須符合第二項條件。
  - 影片工作人員中，導演皆須為華人；其他主創工作人員中五位（含）以上須為華人。「主創工作人員」之範圍以下列十個獎項計算，每個項目僅計算一位，包括：男主角、女主角、男配角、女配角、原著劇本（或改編劇本）、攝影、美術設計、剪輯、原創電影音樂以及音效。

## 舉辦過程

### 日程
- 獎項報名日期：2014年7月1日至7月31日
- 公布入圍名單：2014年10月1日
- 金馬電影學院：2014年10月24日至11月22日
- 金馬國際影展：2014年11月7日至11月27日
- 金馬創投會議：2014年11月18日至11月20日
- 入圍酒會：2014年11月21日
- 頒獎典禮：2014年11月22日

### 人物
- 星光大道主持人：楊千霈、楊達敬[4]
- 頒獎典禮主持人：陳嘉樺、黃子佼
- 金馬51大使：桂綸鎂

## 評選過程

### 初選過程
第51屆金馬獎初選結果出爐，包括「KANO」、「冰毒」、「迴光奏鳴曲」等電影都順利通過第一關，取得角逐入圍金馬的資格。今年金馬獎報名7月31日截止，據執委會表示，透過電腦線上報名的影片多達386部，和去年的265部相比，再次爆量，不過去年紀錄片報名踴躍，今年是短片數量遽增，詳細報名數量要等到10月1日入圍公布當天宣布。
今年幾部已先在台北電影獎中入圍或得獎的影片，像是「KANO」、「冰毒」、「迴光奏鳴曲」、「共犯」、「行動代號：孫中山」等都將進入金馬獎第二輪的比賽，並將面對張藝謀的「歸來」、許鞍華的「黃金時代」與陳可辛的「親愛的」等強片。但幾家歡樂幾家愁，國片有「票房獎項難兩全」現象，春節檔國片賣座冠亞軍「大稻埕」、「鐵獅玉玲瓏」都落選，「大宅們」失利也讓老蕭影帝夢碎。康康的「十萬夥急」也失利，康康表示會再接再厲。另外大陸片「北京愛情故事」落選，歐陽娜娜無法角逐最佳新人。鬼片「盂蘭神功」失利，張家輝無法爭最佳新導演，在「大稻埕」演技亮眼的隋棠也只能遺憾。暑假票房好，上映至今已7,300萬的「閨蜜」未入選，票房好能入選的大概只有九把刀「等一個人咖啡」，他監製的紀錄片「十二夜」也入選。

### 入選過程
今年台片賣座冠軍「KANO」挾3.1億台幣票房，入圍6項金馬獎，亞軍與季軍卻與金馬無緣。票房2.5億的「等一個人咖啡」等嘸人，最佳歌曲也被提及，但最後全落馬。開出2.1億成績的「大稻埕」則在初選就被刷下，隋棠與豬哥亮連入圍機會都沒有。
今年的複選評審包括陳玉勳、鍾孟宏等導演，經8小時激烈討論，最大遺珠是《軍中樂園》與導演鈕承澤，未能擠進最佳劇情片與最佳導演入圍名單。男配角遺珠包括《共犯》巫建和、《親愛的》張譯。新演员遗珠包括《行動代號：孫中山》詹懷雲、《等一個人咖啡》布鲁斯、《等一個人咖啡》宋芸樺。《後會無期》韓寒與《寒蟬效應》王維明差一點就入圍新導演。韓寒，他的首部作品《後會無期》表現精采，只可惜以一票落敗未能入圍。男主角遗珠是《推拿》黄轩。女主角遺珠則是《闖入者》呂中、《冰毒》吳可熙。

### 決選過程
評審討論最激烈的是女主角獎，因為5個演員在5部電影表現都非常精彩，最後陳湘琪以「舉重若輕、行雲流水」，整個電影世界都屬於她而獲獎。至於陳建斌一人獨得最佳男主角、男配角、新導演等三項大獎，陳冲表示，過程中雖然也有討論到廖凡和王學兵，但評委認為陳建斌在兩部電影的表現最為生動、豐富，且最能打動人心，評審團一開始就堅持「絕不分配獎項」，所以才有此結果。
拿下6項大獎的最大贏家《推拿》，陳冲說，拍得非常精彩且神奇，婁燁以電影手法創造了這樣的世界，讓觀影者幾乎可以呼吸到那個世界的氣息，雖是盲人看不見光線的世界，卻又充滿希望，在電影中發現一種精神、慢活與堅忍不拔，「我相信這部電影永遠會留在我的腦海，這是一部非常緊扣人心的電影。」至於拿下最佳導演的許鞍華，陳冲說，她這一生非常純粹地在追求嚮往的藝術、急流湧上，是資深導演卻嘗試新的敘事方法，讓評委們非常欽佩。

## 入圍暨得獎名單
下列之標記為該獎項之得獎者。

### 影片獎項

#### 最佳動畫長片
入圍從缺。

### 非正式競賽
觀眾票選最佳影片與國際影評人費比西獎於11月21日的入圍暨歡迎酒會頒發，本屆觀眾票選分別於新竹市（11月1–2日）、高雄市（11月8–9日）以及臺北市（11月15–16日）進行五部最佳劇情片入圍影片的放映及投票。

## 多項提名及得獎

### 多項提名
下列22部電影獲得多項提名（本年度共有38部影片獲得提名）。
| 提名數量 | 電影名稱                                  | 提名獎項                                                                                     |
| -------- | ----------------------------------------- | -------------------------------------------------------------------------------------------- |
| 8        | 《白日焰火》                              | 最佳劇情片、最佳導演、最佳男主角、最佳女主角、最佳原著劇本、最佳攝影、最佳美術設計、最佳剪輯 |
| 7        | 《推拿》                                  | 最佳劇情片、最佳導演、最佳新演員、最佳改編劇本、最佳攝影、最佳剪輯、最佳音效                 |
| 6        | 《掃毒》                                  | 最佳男主角、最佳視覺效果、最佳動作設計、最佳電影原創歌曲獎、最佳剪輯、最佳音效               |
| 6        | 《KANO》                                  | 最佳劇情片、最佳男主角、最佳新導演、最佳新演員、最佳造型設計、最佳電影原創歌曲獎             |
| 6        | 《軍中樂園》                              | 最佳男配角、最佳女配角、最佳女配角、最佳美術設計、最佳造型設計、最佳音效                     |
| 5        | 《一個勺子》                              | 最佳劇情片、最佳男主角、最佳新導演、最佳男配角、最佳改編劇本                                 |
| 5        | 《狄仁傑之神都龍王》                      | 最佳視覺效果、最佳美術設計、最佳造型設計、最佳動作設計、最佳電影原創音樂獎                   |
| 5        | 《歸來》                                  | 最佳女主角、最佳新演員、最佳改編劇本、最佳電影原創音樂獎、最佳音效                           |
| 5        | 《黃金時代》                              | 最佳劇情片、最佳導演、最佳女主角、最佳女配角、最佳原著劇本                                   |
| 5        | 《無人區》                                | 最佳攝影、最佳美術設計、最佳造型設計、最佳電影原創音樂獎、最佳剪輯                           |
| 5        | 《綉春刀》                                | 最佳男主角、最佳男配角、最佳造型設計、最佳動作設計、最佳剪輯                                 |
| 3        | 《闖入者》                                | 最佳導演、最佳原著劇本、最佳音效                                                             |
| 3        | 《寒蟬效應》                              | 最佳男配角、最佳攝影、最佳電影原創歌曲獎                                                     |
| 2        | 《迴光奏鳴曲》                            | 最佳女主角、最佳新導演                                                                       |
| 2        | 《相愛的七種設計》                        | 最佳新演員、最佳視覺效果                                                                     |
| 2        | 《殯棺》                                  | 最佳新導演、最佳原著劇本                                                                     |
| 2        | 《那夜凌晨，我坐上了旺角開往大埔的紅VAN》 | 最佳改編劇本、最佳視覺效果                                                                   |
| 2        | 《香港仔》                                | 最佳男配角、最佳電影原創歌曲獎                                                               |
| 2        | 《救火英雄》                              | 最佳視覺效果、最佳動作設計                                                                   |
| 2        | 《行動代號：孫中山》                      | 最佳新演員、最佳原著劇本                                                                     |
| 2        | 《東北偏北》                              | 最佳攝影、最佳電影原創音樂獎                                                                 |
| 2        | 《少女哪吒》                              | 最佳新導演、最佳改編劇本                                                                     |

### 得獎統計
其中3部電影獲得多項獎項（僅計入正式競賽獎項）。
| 得獎數量 | 電影名稱                                  | 得獎獎項                                                           |
| -------- | ----------------------------------------- | ------------------------------------------------------------------ |
| 6        | 《推拿》                                  | 最佳劇情片、最佳新演員、最佳改編劇本、最佳攝影、最佳剪輯、最佳音效 |
| 2        | 《軍中樂園》                              | 最佳男配角、最佳女配角                                             |
| 2        | 《一個勺子》                              | 最佳男主角、最佳新導演                                             |
| 1        | 《白日焰火》                              | 最佳美術設計                                                       |
| 1        | 《歸來》                                  | 最佳電影原創音樂獎                                                 |
| 1        | 《黃金時代》                              | 最佳導演                                                           |
| 1        | 《綉春刀》                                | 最佳造型設計                                                       |
| 1        | 《迴光奏鳴曲》                            | 最佳女主角                                                         |
| 1        | 《那夜凌晨，我坐上了旺角開往大埔的紅VAN》 | 最佳視覺效果                                                       |
| 1        | 《救火英雄》                              | 最佳動作設計                                                       |
| 1        | 《行動代號：孫中山》                      | 最佳原著劇本                                                       |
| 1        | 《棉花》                                  | 最佳紀錄片                                                         |
| 1        | 《後會無期》                              | 最佳電影原創歌曲獎                                                 |
| 1        | 《錘子鐮刀都休息》                        | 最佳創作短片                                                       |

## 評審名單
- 初審委員：

劇情長片：張昌彥（學者、影評人）、陳志華（香港電影評論學會會長）、吳冠平（北京電影學院電影學系主任）、李耀華（製片）、鄭芬芬（編導）、陳俊蓉（策展人、製片）、張士達（影評人）
創作短片、紀錄片、動畫片：王慰慈（學者）、邱立偉（動畫導演）、張虹（紀錄片導演）、曾吉賢（紀錄片導演）、賀照緹（紀錄片導演）
- 複審委員：

曹源峰（混音師，金馬獎最佳音效）、鍾孟宏（編導、攝影，金馬獎最佳導演）、高群書（編導，入圍金馬獎最佳導演、原著劇本）、陳玉勳（編導，金馬獎最佳原著劇本）、沈可尚（導演，金馬獎最佳創作短片）、董瑞峰（編劇、監製）、楊雁雁（演員，金馬獎最佳女配角）、王嘉明（劇場編導，台新藝術獎百萬首獎）、田開良（編劇，入圍金馬獎最佳原著劇本）、邱偉明（美術指導，金馬獎最佳美術設計）、黃韻玲（詞曲創作、製作人，入圍金馬獎最佳原創電影音樂）
- 決審委員：

陳冲（評審團主席。金馬獎最佳導演、最佳女主角、最佳改編劇本）、關錦鵬（金馬獎最佳導演）、郭富城（金馬獎最佳男主角）、陳博文（資深剪接師）、黃文英（金馬獎最佳美術設計）、馮德倫（導演、監製）
註：得獎名單由複審與決審委員在當天頒獎典禮舉行之前共同討論決定。

## 收視率
- 星光大道：平均收視率2.03（總收視人口165萬2千人，15歲至44歲收視率1.98）。
- 頒獎典禮：平均收視率5.12（總收視人口431萬8千人，15歲至44歲收視率4.83），是當天全臺灣收視率最高的節目。
- 收視高點：
  - 李康生和許鞍華合頒最佳女主角獎項時的幽默應答與揭曉瞬間，收視率高達7.29（收視人口161萬1千人）；
  - 陳湘琪獲得最佳女主角獎上臺領獎致謝時，收視率7.26（收視人口160萬3千人）居次；
  - 陳建斌獲得最佳男主角獎的瞬間，收視率7.14（收視人口157萬7千人）；
  - 陳建斌在臺上和妻子蔣勤勤合影，收視率7.05；
  - 主持人陳嘉樺和最佳男主角獎項入圍者廖凡「愛的抱抱」，收視率6.78；
  - 主持人黃子佼藉郭富城之口來稱讚自己主持功力比較好的即興訪談，收視率6.32。
  - 張學友演唱的歌曲《用餘生去愛》成為頒獎典禮表演部分的收視最高點，收視率5.92；收視人口130萬8000人。[2][3]

## 特別節目
- 台視主頻、HD台於2014年11月17日至11月21日播出《金馬五一入圍系列報導》，由楊千霈主持。

## 追思逝世影人名單
本年度金馬獎的追思逝世影人單元，全名為「追思逝世影人-流金歲月」，由林志炫演唱《流金歲月》。以下是追思影人的名單（按影片中出現順序列出）：

| - 向華勝——導演、編劇、監製、出品人。(主持人口頭補充介紹) - 李泰祥——作曲家。 - 楊文淦——導演。 - 王其洋——剪輯。 - 曾西霸——影評人、學者。 - 陳鐘源——攝影。 - 李松濱——手繪電影看板畫師。 - 關德洪——武術指導、導演、演員。 - 麥基——演員。 - 高凌風——演員、歌手。 - 紅線女——演員。 - 吳昊——學者、編劇。 - 李香蘭——演員。 | - 胡台富——監製、製片。 - 翁大成——導演。 - 崔福生——演員。 - 吳素瑩——演員。 - 路學長——導演。 - 王晶文——演員、攝影助理。 - 王昌熾——演員。 - 龍剛——導演。 - 邱剛健(邱戴安平)——導演、編劇。 - 李龍禹——燈光師。 - 黃黎明——製片、編劇。 - 午馬——導演、演員。 - 邵逸夫——監製、出品人。 |

## 典禮表演節目
| 表演者                                                 | 表演名稱                                       | 表演內容                                            |
| ------------------------------------------------------ | ---------------------------------------------- | --------------------------------------------------- |
| 黃子佼+陳嘉樺+Unity舞道館+阮經天                       | 穿越金馬51                                     | 金馬奔騰/白日焰火/KANO/推拿/軍中樂園                |
| 影片                                                   | 入圍影片                                       |                                                     |
| RubberBand                                             | 最佳原創電影歌曲入圍                           | <心照一生>《掃毒》                                  |
| 曹佑寧、張弘邑、鄭秉宏、周俊豪、鍾硯誠、陳勁宏、陳永欣 | 最佳原創電影歌曲入圍                           | <小鳥先生>《KANO》                                  |
| 永瀨正敏                                               | 最佳劇情片引言                                 | 《KANO》                                            |
| 李檣                                                   | 最佳劇情片引言                                 | 《黃金時代》                                        |
| 朴樹                                                   | 最佳原創電影歌曲入圍                           | <平凡之路>《後會無期》                              |
| 蔣勤勤                                                 | 最佳劇情片引言                                 | 《一個勺子》                                        |
| 影片                                                   | 你是我所有的回憶                               | 逝世電影人                                          |
| 林志炫                                                 | 追思逝世影人：流金歲月                         | 甄妮《流金歲月》                                    |
| 影片                                                   | 「終身成就獎」及「年度台灣傑出電影工作者」頒獎 | 「終身成就獎」田豐 「年度台灣傑出電影工作者」黃志明 |
| 黃耀明+Unity舞道館                                     | 最佳原創電影歌曲入圍                           | <目的地>《香港仔》                                  |
| 秦昊                                                   | 最佳劇情片引言                                 | 《推拿》                                            |
| 影片                                                   | 沒說出口的感謝                                 | 電影人對家人的感謝                                  |
| 張學友+SEMIFUSA室內樂團                                | 致敬電影人                                     | 張學友<用餘生去愛>                                  |
| 廖凡                                                   | 最佳劇情片引言                                 | 《白日焰火》                                        |

## 爭議事件

### 谣传中国大陆官方抵制典礼
10月27日在微博傳出，中华人民共和国国家新闻出版广电总局疑禁播該屆頒獎典禮、禁止媒體報導及不鼓勵國內明星出席，原因可能是《KANO》有美化台灣被日本殖民的嫌疑。由於公告聲明中沒有文號的出現，與以往相當不同，後證實是造假。國務院臺灣事務辦公室發言人范麗青未證實該消息，僅表示「會協助調查了解」。

### 鞏俐炮轰金馬业余不公正事件
经纪人曾敬超突然给台湾媒体发放声明炮轰金马奖，“我这次来金马奖，特别感谢金马奖给我这次机会，让我了解一个不专业的电影节是怎么样的，而且一个不公正的电影节，会让所有艺术人员瞧不起”。更直言：“不会再来这个业余的电影节，一点意义都没有。这是我第一次来金马奖，也是我最后一次来金马奖！”
此言一出，立刻引来一片哗然，金马奖执委会于昨日下午六点多，紧急发声明称“评审过程与结果向来独立公正，不受任何外力影响。”
巩俐在声明中说金马奖的赛果骂声一片，这种现象也该让金马奖有所反思，“我喜欢台湾，将来也会多次来台湾，但这是我第一次来金马奖也是最后一次。”个性率直的她决定自己发言。声明强调，巩俐表示做为演员，她以专业来说话，并非邀请她来，就一定要拿奖。多年来巩俐始终直话直说，她也知道发言可能有人不喜欢，她也不在乎，只是要表达自己心声。 （页面存档备份，存于）